# 2016년 4월 죽음
다음은 2016년 4월에 사망한 저명한 인물 목록이다.
- 4월 3일
  - 대한민국의 쇼트트랙 선수 노진규
  - 일본의 가수 와다 고지
  - 이탈리아의 축구 선수이자 축구감독 체사레 말디니
- 4월 4일 - 대한민국의 시인 송수권
- 4월 5일 - 대한민국의 기업인 임대홍
- 4월 6일
  - 대한민국의 변호사 김창국
  - 대한민국의 배우 김진구
  - 미국의 가수 멀 해거드
- 4월 17일 - 미국의 배우 도리스 로버츠
- 4월 19일
  - 대한민국의 작가 신봉승
  - 칠레의 제36대 대통령 파트리시오 아일윈
- 4월 20일 - 미국의 프로레슬링선수 차이나
- 4월 21일 - 미국의 가수 프린스